# Интерфейс внешних функций
Интерфейс внешних функций (англ. Foreign Function Interface, FFI) — это механизм, с помощью которого программа, написанная на одном языке программирования, может вызывать подпрограммы, написанные на другом языке. FFI часто используется при вызовах из бинарной динамически подключаемой библиотеки.
Термин происходит из спецификации для Common Lisp, которая явно ссылается на функцию языка программирования, позволяющую производить вызовы между языками как таковые. Этот термин также часто официально используется в документации интерпретатора и компилятора Haskell, Rust, Python, OCaml и LuaJIT (Lua). Другие языки используют другую терминологию: в документации по языку программирования Ада говорится о «привязках к языку», в то время как Java называет свой интерфейс Java Native Interface или Java Native Access (JNA). Интерфейс внешних функций стал общим термином для механизмов, предоставляющих такие возможности.
Связывание одного программного языка с другим является непростой задачей. Язык, для которого создаётся интерфейс к другому языку, должен разбираться в соглашениях вызова, системе типов, структурах данных, механизмах выделения памяти и методов линковки языка-цели для корректной работы. Для корректной передачи данных семантика обоих языков должна быть тщательно согласована.
Добавление FFI к типобезопасному языку может внести набор операций, нарушающих безопасность неочевидными способами.